# Ismaël Bako
Ismaël Bako (Leuven, 10 oktober 1995) is een Belgisch-Benineese basketballer.

## Carrière
Bako speelde vijf seizoenen voor Leuven Bears in de Belgische competitie. In 2016 debuteerde hij voor de Belgische nationale ploeg. In 2017 werd de center uitgeroepen tot beste jonge speler van de Belgische competitie. In april 2017 tekende hij bij de Antwerp Giants. In 2017 nam Bako met de nationale ploeg deel aan de EuroBasket. In juni 2019 tekende Bako een tweejarig contract met ASVEL Basket, kampioen van de Franse LNB Pro A. Met ASVEL zal Bako voor het eerst in de EuroLeague, het allerhoogste Europese niveau, uitkomen.
In 2021 raakte bekend dat hij de Franse ploeg verliet en later tekende hij bij het Spaanse Bàsquet Manresa. In 2022 tekende hij bij de Italiaanse topclub Virtus Bologna. In de zomer van 2023 maakte hij de overstap naar de Russische competitie bij BK Unics Kazan. Hij verliet de club in 2025 en tekende bij de Franse landskampioen Paris Basketball.

## Palmares
- Belofte van het jaar: 2016/17
- Belgische basketbalbeker MVP: 2019
- All-Pro Basketball League Teams: 2019
- Frans landskampioen: 2021
- Frans bekerwinnaar: 2021